# 2017 في التشيك
فيما يلي قوائم الأحداث التي وقعت خلال عام 2017 في التشيك.

## سياسة

### انتهاء فترة المنصب
- 26 أكتوبر – بافل بلوك عضو مجلس النواب جمهورية التشيك.
- 26 أكتوبر – مارتن ستوبنيك عضو مجلس النواب جمهورية التشيك،Minister of Defence of the Czech Republic [الإنجليزية]‏.

## رياضة
- 1 يناير – جمهورية التشيك في بطولة العالم للألعاب المائية 2017

## وفيات

### أبريل
- 23 أبريل – فرانتيشك رايتورال (مواليد 1986) لاعب كرة قدم تشيكي.

### سبتمبر
- 29 سبتمبر – كاريل فيلان (مواليد 1918)

### نوفمبر
- 1 نوفمبر – فاكلاف مشيك (مواليد 1925)
- 17 نوفمبر – ليلي هورنيغ (مواليد 1921) عالمة أمريكية.
- 19 نوفمبر – يانا نوفوتنا (مواليد 1968) لاعبة كرة مضرب تشيكية.

### ديسمبر
- 10 ديسمبر – دورس يناوش (مواليد 1925) مؤلفة ألمانية.